# Lagoa do Carcará
A Lagoa do Carcará é considerada um dos lugares paradisíacos do Rio Grande do Norte e é de complicado acesso. Localiza-se no município de Nísia Floresta estando a 40 km da capital Natal. A lagoa faz parte do "Roteiros das Águas", porém é pouco divulgado pelo governo e consequentemente poucos turistas a conhecem.
Seu nome vem de um tipo de ave de rapina comum na região: o carcará. Da mesma maneira, outra lagoa próxima recebeu o nome de Urubú.
A lagoa tem água limpa e transparente e faz parte do sistema "Lacuste Bonfim", o qual também é composto pelas lagoas Redonda, Boágua, Arituba, Alcaçus, Ferreira Grande e Urubu, encontrando-se inserida em um bloco triangular, tendo ao norte o rio Pium, ao sul o rio Trairí e leste a linha da costa do Oceano Atlântico.
A borda da lagoa abriga uma grande faixa de águas rasas com areia alva, proporcionando banhos demorados em águas mornas. Para os turistas que querem manter a forma com diversão, a lagoa do Carcará também é lugar para a prática de windsurf, além de dispor de caiaques e pedalinhos que podem ser alugados dos comerciantes locais.